# FNB Field
O FNB Field é um estádio localizado em Harrisburg, estado da Pensilvânia, nos Estados Unidos, possui capacidade total para 6.187 pessoas, é a casa do time do Harrisburg Senators, time de beisebol que joga na liga menor Eastern League , também já foi casa do time de futebol Penn FC entre 2016 e 2018 que jogou na USL Championship, o estádio foi inaugurado em 1987 e passou por uma renovação em 2010.